# Juliet Simms
Julliet Simms, sub numele ei intreg "Juliet Nicole Simms Biersack", este o cântăreață americană rock (membră a formatiei „Automatic Loveletter” 2005-2012). Aceasta s-a nascut pe 26 februarie 1986 (34 ani) in San Francisco California. In 2016 s-a casatorit cu faimosul cântăreț rock, membru fondator al formației Black Veil Brides, Andy Biersack